# Дэмбэрэлийн Чойжамц
Дэмбэрэлийн Чойжамц (монг. Дэмбэрэлийн Чойжамц, род. 1951, Бурэн, Туве, МНР) — в 1993–2023 годах хамбо-лама монастыря Гандантэгченлин, глава Ассоциации буддистов Монголии.

## Биография
Чойжамц родился в сомоне Бурэн Центрального аймака МНР в 1951 году. Окончив столичную десятилетнюю школу, в 1970 году поступил во вновь открытое буддийское училище при монастыре Гандантэгченлин, которое закончил с отличием в 1976 году и затем прослужил в монастыре 7 лет в качестве одного из ведущих лам. В 1983 году поступил в философский колледж Дхарамсалы, где проучился три года. В 1986—1990 годах был заместителем хамбо-ламы Гандана, в 1990—1992 годах — да-ламой. В 1993 году стал 29-м главным хамбо-ламой (монг. тэргүүн хамба лам) Гандана. В 1990—1992 годах, избравшись в Государственный хурал, поддержал новую демократическую конституцию. В 1999 году защитил учёную степень габджу. В разное время был председателем Азиатской конференции буддистов за мир, членом совета по делам религий при президенте Монголии, член Национального центра детства. В 2014 году был председателем Всемирной Верховной буддийской конференции. 1 ноября 2023 года по собственному желанию оставил пост хамбо-ламы в пользу Д. Жавзандоржа.
За заслуги в деле восстановления буддизма в стране был награждён орденами Полярной звезды и Трудового Красного знамени, а в 2007 году удостоился звания «заслуженный деятель культуры».